# Herbert Rösler (Künstler)

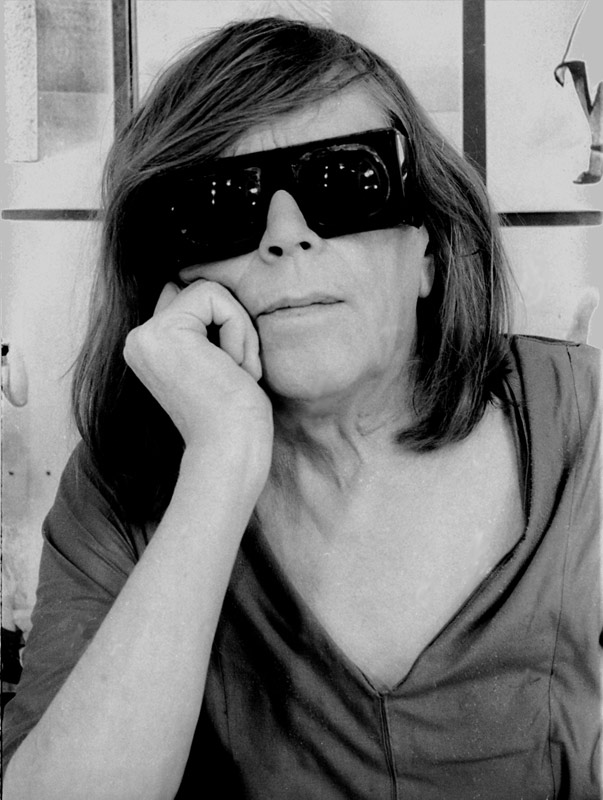
Herbert Rösler im Jahre 2004

Herbert Rösler (* 15. Juni 1924 in Stuttgart; † 11. November 2006 in Tübingen) war ein deutscher Künstler, Schriftsteller, und Designer für Mode, Möbel, Schmuck und ungewöhnliche Gebrauchsgegenstände, sowie der Gründer der christlichen Arbeits- und Lebensgemeinschaft Gruppe 91 (G91), deren Mittelpunkt er bis zu seinem Tod war. Die Gruppe 91 lehnte sich an das damals aus den USA kommende Konzept der Jesus-People an. Auf dem künstlerischen Bereich arbeitete Rösler als Maler und Grafiker sowie als Bildhauer. Daneben entwarf er futuristische Architekturmodelle. Arbeiten von Herbert Rösler sind in der Ausstellungshalle G91-Bau in Tübingen in einer Dauerausstellung zu sehen. Neben der kulturellen Arbeit setzten sich Rösler und seine Gruppe auch für soziale Projekte ein.

## Leben und Werk

### Jugend, Krieg und erster Beruf (1924–1967)

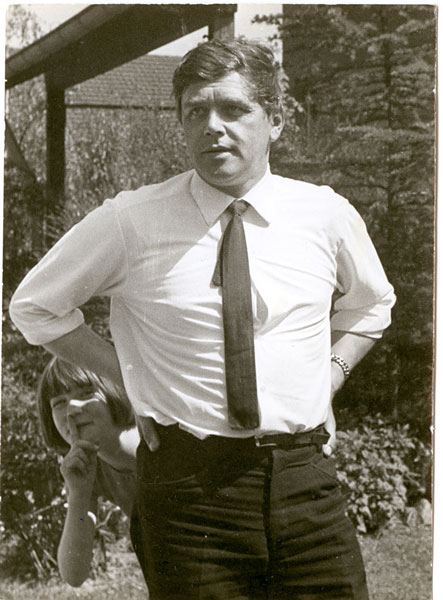
Herbert Rösler um 1968

Herbert Rösler war das jüngste von drei Kindern. Sein Vater stammte aus Neutrebbin und war gelernter Förster und Gutsverwalter, seine Mutter kam aus Franken. Für seine erste Arbeitsstelle begann Rösler etwa 1938 eine Ausbildung als technischer Kaufmann. Mit 18 Jahren verpflichtete er sich freiwillig dem Militär und wurde als Teil einer Panzertruppe in Afrika stationiert. Als Kriegsgefangener wurde er in die Vereinigten Staaten gebracht, wo er im Wald und auf dem Feld arbeiten musste, dort entstanden in seiner Freizeit erste Zeichnungen. Zusammen mit anderen Gefangenen wurde er in Frankreich abgesetzt, wo er und seine Gruppe direkt wieder in Gefangenschaft geriet. 1948 entkam er schließlich der Gefangenschaft und floh zu Fuß zurück nach Deutschland. Rösler war durch den Krieg verändert und bezeichnete sich fortan als Pazifist.
Nach dem Krieg arbeitete Rösler zunächst als Dekorateur für Polydor, malte Plakate für Kinogroßflächenwerbung und gründete eine eigene Werbeagentur. 1948 lernte er seine spätere Frau Ischabell Nadler (* 5. März 1930; † 13. März 2015) kennen, sie heirateten 1951 und bekamen zwei Kinder. 1960 zog Rösler von Stuttgart nach Köln, wo er als Leiter der Deko-Abteilung des Musiklabels Electrola tätig war. Er organisierte u. a. die Dekoration für die damalige Callas-Tournee, die Bachwochen Ansbach, die Wagnerfestspiele in Bayreuth, und die Schlagerfestspiele in Baden-Baden. Zu dieser Zeit lernte er den Kölner Künstler Wolf Vostell kennen, der damals noch für die Electrola Plattencover entwarf und Rösler durch seine Happenings faszinierte. Nach ein paar Jahren bei der Electrola, etwa um 1964, investierte Herbert Rösler zusammen mit einem Bekannten in eine alte Bonbon-Fabrik, welche sie zu einem Großraumstudio für Werbefotografie umbauten. 1966 erlitt Rösler einen Schlaganfall und das Studio wurde an die Westag (Westdeutsche Werbeagentur) verkauft. Nach seiner Genesung arbeitete er weiter als freier Grafiker, Karikaturist, Ausstellungsarchitekt und war für die Mettage der Deutschen Ärzte Zeitung verantwortlich.

### Anfänge der Gruppe 91 (1968–1972)
Neben seiner Arbeit widmete sich Rösler weiterhin der Malerei und befasste sich ausgiebig mit Meditation. In der Nacht vom 18. auf den 19. September 1968 erfuhr Rösler eine Vision die zu einem spirituellen und geistigen Umbruch in seinem Leben führte. Er gab seinen Beruf auf und öffnete sein Haus für junge Menschen aus ganz Deutschland. So entstand die Gruppe 91, die er nach der Nummer des Stadtteils Köln-Ostheim benannte, in dem die Gruppierung anfangs wohnte. Am 14. Februar 1972 wurde in der ARD der Dokumentarfilm „Pop und Weihrauch“ des Schweizer Regisseurs Roman Brodmann über die deutschen „Jesus People“ und andere religiöse Erweckungsbewegungen ausgestrahlt, in dem auch die Gruppe 91 dargestellt wurde.

### Zeit am Bodensee (1973–1983)
1973 zog die Gruppe nach Süddeutschland, zuerst in den Schwarzwald und von dort aus weiter an den Bodensee. Im Schwarzwald malte Rösler die ersten großformatigen Bilder, die er dann auf dem Anwesen am Bodensee, das die Gruppe später bewohnte, großräumig ausstellen konnte. Unter dem Motto „...für eine neue Welt...“ wurden Röslers Werke auf einer Fläche von 5000 m² auf der Messe Friedrichshafen erstmals einem größeren Publikum zugänglich. In Friedrichshafen folgten einige größere Ausstellungen, z. B. auf der Internationale Bodenseemesse. Auf dem Anwesen am Bodensee malte Rösler zwischen 1977 und 1983 hunderte Bilder, schuf Plastiken und Skulpturen sowie viele Designentwürfe. Herbert Rösler war die inspirierende und treibende Kraft für seine Anhängerschaft. Oft schuf er Vorlagen und Entwürfe, welche dann von der Gruppe umgesetzt wurden.

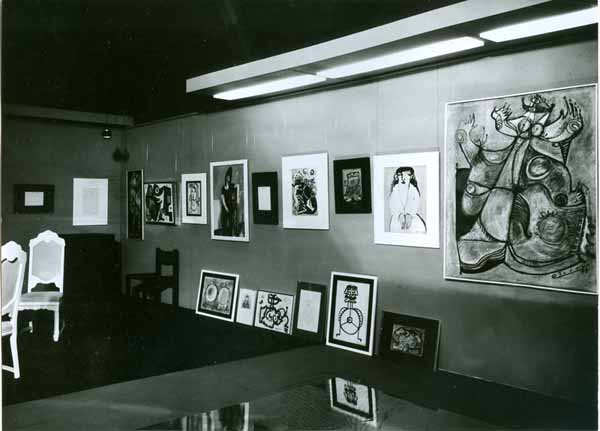
Galerie am Bodensee (1976)
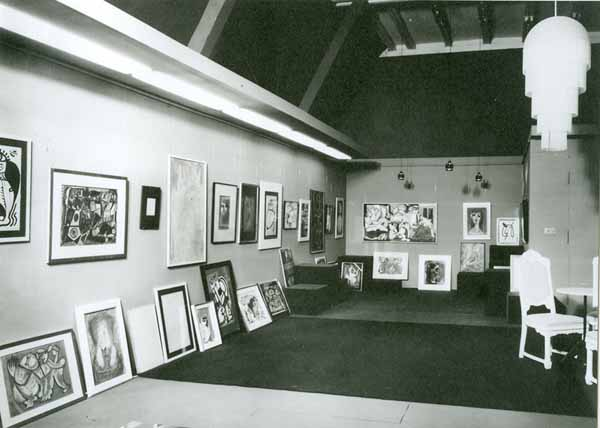
Galerie auf dem Gutshof am Bodensee (1977)
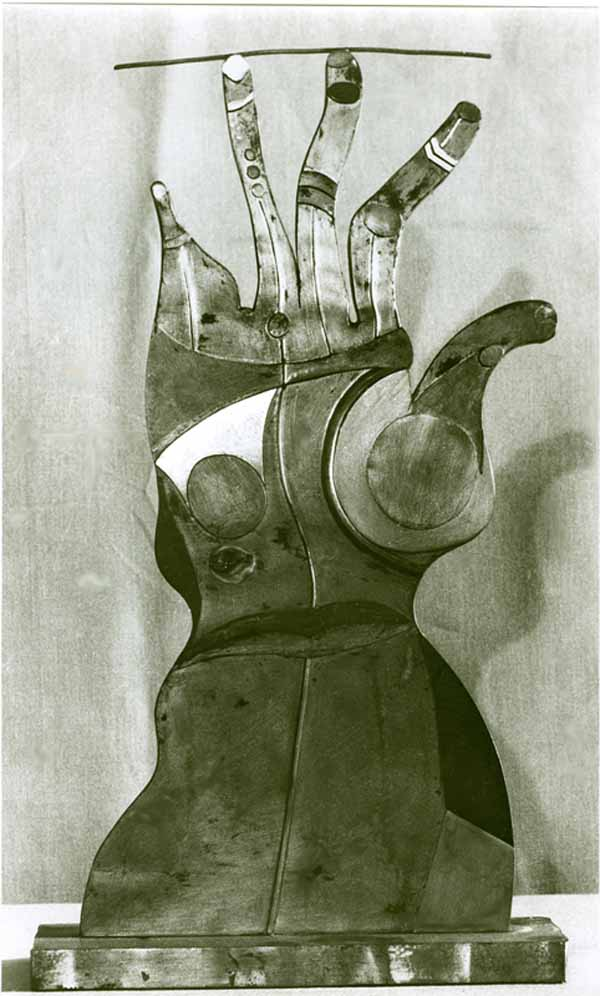
Handskulptur aus verschiedenen Metallen (1994)
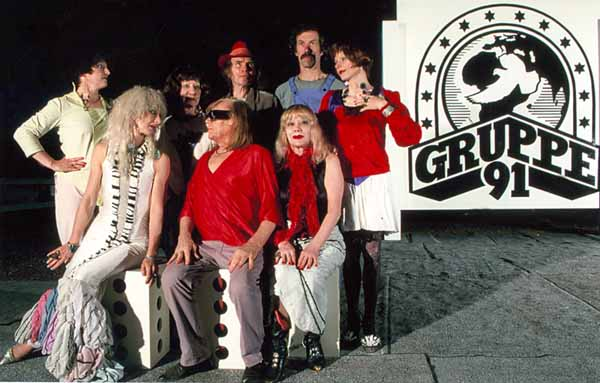
Gruppe 91, um 2003

### Zeit in Tübingen (1983–2006)
Auf dem Rückweg von München am 18. Juni 1983 war Herbert Rösler in einen schweren Autounfall verwickelt, bei dem er 90 % seiner Sehkraft verlor. Über mehrere Monate wurde er in der Universitäts-Augenklinik in Tübingen behandelt. Während seiner Genesung diktierte er seiner Frau Ischabella das Buch Für eine neue Welt. Es beinhaltet Prosa, Poesie, Zeichnungen sowie Fotos der Gruppe und erschien 1985 im Selbstverlag.
Ende 1983 zog die ganze Gruppe um Rösler nach Tübingen. Zwischen 1984 und 2006 schuf Rösler den größten Teil seines Werks. Seine Arbeiten wurden zwischen 1991 und 2000 in der Galerie an der Steinlach ausgestellt.
Danach zog die Galerie um in den G91-Bau in Tübingen, eine ehemalige Panzerhalle, die nach Plänen Röslers umgebaut wurde. Der Bau hat eine Fläche von ca. 20 × 60 m. Unter dem Titel Jetzt können wir sagen Chadasch erschien im „Schwäbischen Tagblatt“ 2002 ein Artikel über Herbert Rösler und seine Gruppe. So entstand der selbst gewählte Name für Röslers Kunststil Chadasch, das hebräische Wort für neu.
Auch nach dem Tod Röslers wurde seine Kunst weiter ausgestellt, so im April 2008 in der Tübinger Kreissparkasse.

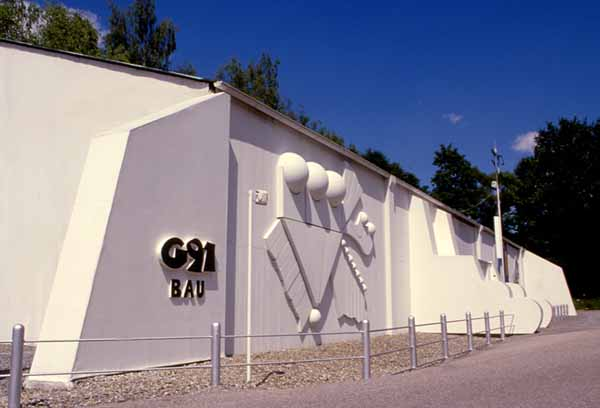
G91-Bau, Tübingen
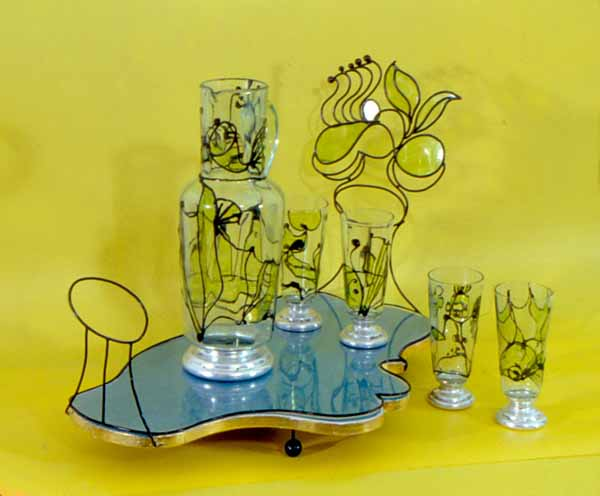
Tablett
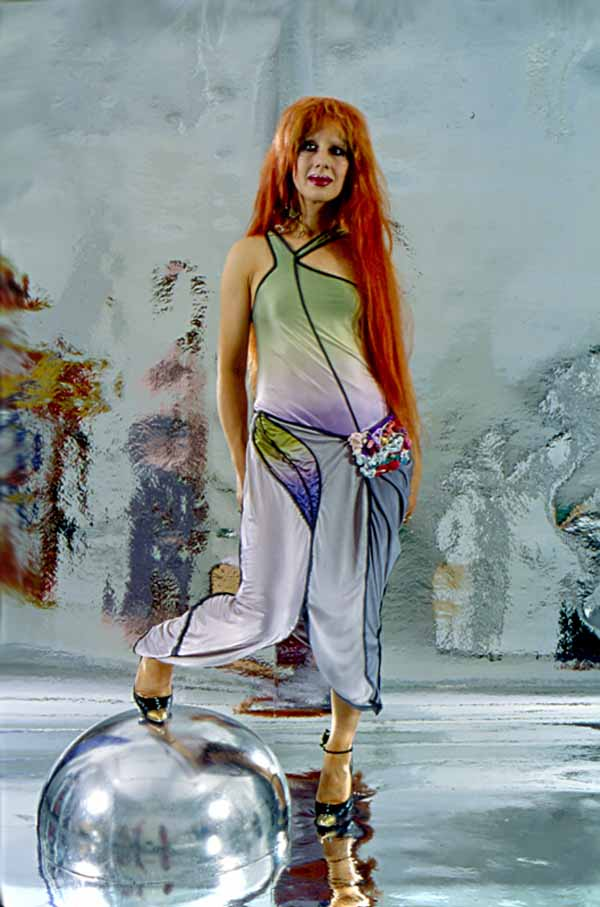
Mode
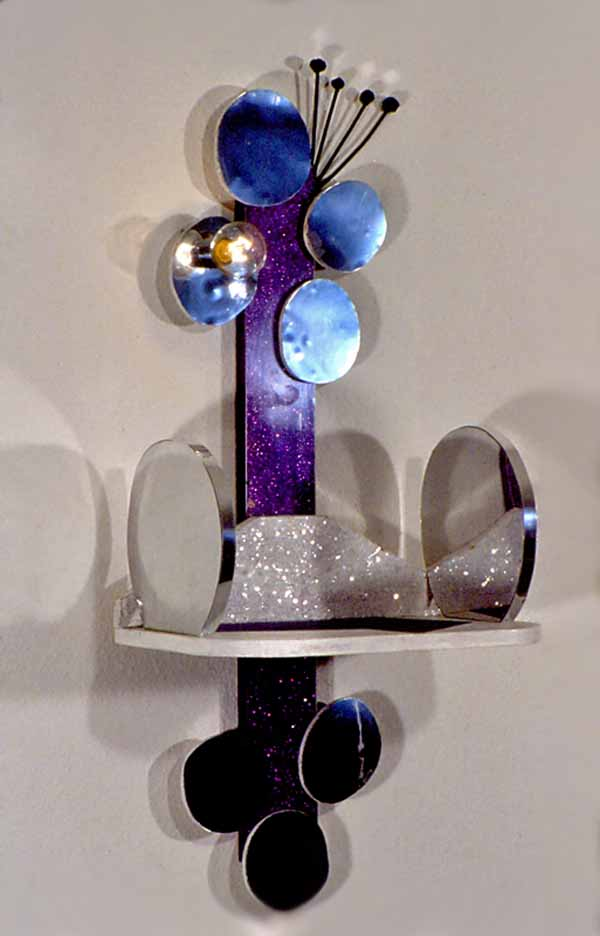
Regal